# どきどき魔女神判2
『どきどき魔女神判2』（どきどきまじょしんぱんでゅお）は、SNKプレイモアから2008年7月31日に発売されたニンテンドーDS用ゲームソフト。ジャンルはアドベンチャーゲーム。『どきどき魔女神判!』の続編にあたる。キャラクターデザインは藤ノ宮深森が担当。タイトルの「2」は「DUO（でゅお）」と読む。

## 概要
主人公として引き続き西村アクジが登場する。前作から新キャラクターや新要素が追加され、音楽やシステム、ストーリーなどが前作よりも洗練されたものになっている。また、コンピュータエンターテインメントレーティング機構のレーティングが前作の「C（15歳以上対象）」から「D（17歳以上対象）」に引き上げられている。
次回作として1作目のリメイク版である『どき魔女ぷらす』が発売された。

## ストーリー
前作の戦いから数週間後、平和な日常を過ごしていたアクジは再び天使界に呼び出され、そこに悪魔のクロが現れる。アルティメット・グッドマンになるのを回避するため、アクジは渋々強制的に転校させられ、新ナビ役のクロ及び居候している喫茶店のマスターの娘・ころんと共に魔女探しを進めていくこととなる。

### シナリオ
シナリオは全8話構成で、各シナリオごとに新たな魔女が登場する。アドベンチャーパートで証拠を集めつつイベントを進めていき、一定条件を満たせば容疑者と戦う「魔法バトルモード」に進むことができる。
アドベンチャーパートは午前・午後・放課後の3つの時間帯に分かれており、時間帯によって移動できる場所が変化する（最終話は「放課後」のみで、専用のマップが登場する）。前作から舞台が変化したため移動できる場所は大きく分けて「学校」「郊外」「商店街」「旧校舎」「イベント会場」の5つとなった。イベントが発生する場所はそのイベントに関連したキャラクターの顔のアイコンが表示され、何も無い場所には「！」のアイコンが表示される。メインキャラクターと1の魔女に関与しないイベントが発生する場所は緑色の「！」アイコンで表示され、ストーリーに関連したものは「!!」で表示される。なおイベントが発生しなければ基本的に時間帯は変化しないが、数回移動すると次の時間帯に変化する（移動できる回数はマップ選択時に画面右上の時計で確認できる）。
バトルでは契約した魔女の力を借りつつ、タッチペンを用いた操作で容疑者と戦う。相手の体力ゲージを0にすれば勝利となり、会話の後に「魔女神判モード」に移行する。自分の体力が0になるとゲームオーバー（コンティニュー可）。
魔女神判では前作と基本的に目的や動作は同じだが、本作ではタッチする場所や順番によって「チェイン（連携）」が発生する。また、動作から「スマイル」が削除され「拡大」が追加。一定条件下でしか発動できないが、使用中はチェインをつなげられる。また動作ごとに表情やポーズが変化し、ギミックも増加しているなど細かい点でも改良が加えられている。ドキドキ度によって背景の色が青から赤へ変化し、ドキドキ度が一定値を超えると体のどこかに「魔女の印」が浮かび上がる。これを「触る」でタッチすればクリア。逆に相手を不愉快にさせて逃げられるとゲームオーバーとなる。
アドベンチャーパートでは逆パンダが100匹とうさ丸が8匹隠れており、これを見つけ出すことでエクストラエピソードなどの隠し要素が追加されていく。
シナリオ展開は前半では前作同様のパロディやギャグを織り交ぜられた明るい調子で進められるが、後半では人間と魔物・天使の戦いやアクジの葛藤などが前面に押し出されるようになり、全体的に前作よりもシリアスで暗い作風となっている。

### フリーバトル
新要素のひとつ。練習として仲間にした魔女と任意で魔法バトルを行える。第1話から使用可能。

### どきどきチェッカー
新要素のひとつ。魔女かどうかの下調べが行える。
相手の体にタッチしたり、話しかけることで相手をドキドキさせていく。いわば簡易版魔女神判である。
第2話から使用可能で、最初にマリアに対して行うもの以外はストーリー進行に影響は無いが、ここにも多くのネタが用意されている。

### エンディング
前作同様各キャラクターのイベントが用意されており、それぞれのキャラクターに「好感度」が設定されている。イベントの選択肢によって各キャラクターの好感度が変化し、それによってエンディングが変化するマルチエンディングとなっている。
エンディングはクロを除き各魔女ごとに2種類用意されており、その魔女の好感度と他の魔女の好感度によってどちらのエンディングになるかが決定する。
前作では複数の魔女の好感度が高いと一枚絵がある個別エンドが見られなかったが、今作ではそれが発生しないなどエンディングの条件は前作からやや緩和されている。また、一部のキャラクターには隠しエンドが存在する。

### ギャラリー
劇中のイベントに出てくる一枚絵を見ることができるモード。前作のファンからの要望で導入された。本編を1度クリアすると追加される。各キャラクターのエンディング（隠しエンドと専用の一枚絵がない個別エンドを除く）や複数の一枚絵を使って語られるイベント、タッチペンの操作が必要なイベントなどを回想することができる。

### エクストラエピソード
本編の後日談のような形で進められるおまけのシナリオ。
前作と違い、本作では選択肢によって結果が変化するものが少なく、一本のストーリーのエピソードが多い。中にはどきどきチェッカーやバトルが始まるものもある。
本編クリア後、1から15は逆パンダとうさ丸の捕獲数によって追加されていき、16から18はサバイバルの結果によって追加されていく。

### サバイバル
体力が尽きるまで魔法バトルで戦い続け、何人倒せるかに挑戦する。本編クリア後、逆パンダを25匹以上捕獲していると追加される。魔女は最初は2の魔女がランダムで出現。その後マーローくんと戦い、その次は1の魔女がランダムで出現（一部性能が変化している）。再びマーローくんをはさんで以降は全員がランダムで登場する。周回ごとに魔女の性能は強化されていく。本編とは違い最初からすべての魔女の力を使うことができる（相手と同じ魔女でも問題はない）。

### フリー魔女神判
好きな魔女を選び、自由に魔女神判を行える。本編クリア後、逆パンダを50匹以上捕獲していると追加される。サバイバルとは違い、2のキャラクターのみ（ノエルを除く）。証拠品を見せることができない以外は本編と同じ。

## 登場人物

### 主要人物
西村 アクジ（にしむら アクジ）
声 - 尾崎未來
本作品の主人公。中学3年生。「ちょい悪」志向の少年。天使界の都合により星嶺鷹守学園から天桜守学園（あまのさくらもりがくえん）に転校させられ、学力上の問題（？）から中学2年生に編入した。転校後は喫茶「パタータ」に居候し、奴隷も当然のように働かされている。
学校が変わっても服装は前作同様の黒い学ランで、劇中では怖がられたり注意されたりすることが多いがこれは「ちょい悪のポリシー」らしいため一切着替えるつもりは無い。「ちょい悪」を主張しているものの、みんなから好かれる面倒見のいい性格で、料理や運動など得意なことも多い。
本編では常に彼の視点で進むため、彼の姿は上画面でしか見ることができないが、エクストラエピソードでは立ち絵も登場する（常に左手を腰に当てたポーズで、表情以外変化しない）。
クロ
声 - 壱智村小真
アクジの新しいガイド役であるナビ天使。本名はクローディア・リバルディアだが、長いため本名で呼んでもらえない（なぎとなみのみ「クローディア」と呼ぶ）。元は悪魔だが400年ほど前に天使界に捕まり、無理矢理改宗させられてしまったまま現在に至る。
褐色の肌に角のような形をした髪型など一見すると男のように見える（アクジも当初は勘違いしていた）が、実際の性別は女。腰が低くオドオドした性格で、何かと「死んでオワビをっ！」と叫ぶが、口だけで死ぬ気は無い。先輩である前作のナビ天使ルルを畏敬している。改宗したはずだが、劇中で何度もアクジの魂や腕などを奪い取ろうと画策し、失敗すると「惜しい」とつぶやく。また「ゴミ」などの殺伐とした言葉を好み、笑いながらつぶやく場面も多い。怪しげな呪文を唱えることも多いがあまり効果はなく、目を血走らせるほど必死で唱えてようやく効果を発揮することもある。天使としての力には未熟な部分が多いが、ピアノがとてもうまかったり（恐怖心をあおるような曲が多く、天使界では演奏を禁止されている）、料理がうまかったり（悪魔界の材料を使うため見た目は非常に悪いが）と多才である。努力家な一面を見せることもある。好物は虫（アクジの前では否定）やカビたパンなど、一般的に「汚い」と言われるもの。一方で日光や十字架など悪魔が嫌うものや消毒液・真っ白な肌などのきれいなものが苦手。カメラも苦手で、「魂が吸われる」と叫びアクジからつっこみを入れられる場面が見られる。一人称は「ウチ」。アクジのことは「シモベ様」と呼ぶ。なお、次作『どき魔女ぷらす』にもエクストラエピソードに登場。
聖花 ころん（せいか ころん）
声 - こやまきみこ
魔力を持たない一般人。アクジが居候している喫茶「パタータ」のマスターの娘。アクジのクラスメイト。アクジの魔女探しに興味本位で参加する。
数年毎に発作が起きる原因不明の病気を患っており、薬を飲むことで落ち着かせていた。後にそれは病気ではなく、彼女の中で何かが目覚める前兆であったことが明らかにされる。最終話でついにそれが目覚めてしまい、天使「パティシエル」に変化してしまう。アクジたちに倒された直後、ころんの人格をわずかに取り戻し、止めを刺すことをアクジに懇願するが、神判でアクジの存在を感じることにより人間の姿に戻った。以降はパティシエルの人格をしまいこみ、人間として生きることを決意する。エクストラエピソードでは人間の人格を保ったまま天使の力を使うこともある。
かなりの天然ボケで、しばしば物の名前を間違えて言ったり、パンツをはき忘れる。「○○すぎるー！」が口癖で、れんげのようなやや間延びした離し方をする。将来の夢はパティシエで、家庭科部に所属しているが料理はかなり苦手（本人は意識していない）。父親のパソコンに登録されている無料エロ画像サイトやかもめの同人誌の内容を理解しておらず、性に対して非常に疎い。一人称は「ころん」。アクジを「アクちゃん」と呼ぶ。
戦闘時には剣で斬りつける、空間を切り裂いてエネルギー弾を飛ばす、スライムを呼び出す、一定時間でエネルギー弾に変化する鏡（破壊可能）を設置するなど、前作のラストボスと類似した攻撃を行う。

### 容疑者
羽織 くれは（はおり くれは）
声 - 櫻井浩美
羽織グループ総裁の一人娘。中学3年生。新体操部のエースや生徒会長として、学園の人気者である。しかし、自分の立場に息苦しさを感じることも多々あり、鳥に変身することで自由気ままに空を飛び回るのが好きである。生徒会の権限などを利用して、アクジとクロをサポートしていく。
大きな胸が特徴的。髪の毛の色は白みがかったピンクでかなり長く、頭頂部で赤いリボンでまとめている。眉が少々太い。このためルルからは「マユゲ」「牛魔女」「第二の乳魔女」と呼ばれた。アクジに対するアプローチは他のキャラクターよりも積極的で、ツンデレ的な発言をすることが多い。アクジや双葉姉弟の発言を誤解して「破廉恥な！」と叱責し、まれにアクジに「あとで生徒会室に来てもらおうかしら」と脅しをかける。かなりの大食いで、パタータのメニューは端から端まですべて頼んでいる。一人称は「私」。アクジを「西村くん」と呼ぶ。
鳥に変身する能力の他、戦闘ではエネルギー弾（百日紅と言う）を操って攻撃する。
比路 ソフィ（ひろ ソフィ）
声 - 宮崎羽衣
学園の動植物の管理を任されているメイド。くれはの援助もあり、中学3年生として学園に編入した。ゲーテの詩を愛好したりと、哲学に対して興味を示している。
髪の色は茶色で、メイド服を着ている。おとなしい性格で良識ある人物だが、ライ太やペロケを連れて街中を歩いて視線を浴びていることに気がつかないなど、若干天然ボケ気味である。また、そのおとなしさゆえに怒らせるとかえって怖いイメージをアクジに与える。一人称は「わたくし」。アクジを「西村様」と呼ぶ。
連れているオウムの「ペロケ」は非常に口が悪く、ケンカ腰の口調で話す。ライオンの「ライ太」は見た目に反しておとなしく、アクジを怖がっている。ゆーまの正体がわかるのか、「かっこいいお兄ちゃん」と言ってなついている。また、ライオンであるにもかかわらず、ベジタリアンである。
なお、彼女の能力は「動物と会話できる」というだけのものなので、攻撃はライ太とペロケが行う。
友里 かもめ（ともざと かもめ）
声 - 伊藤葉純
普段は控えめな行動で目立たない、学園に通う少女。中学2年生。髪の色は緑色。
ADKの『ニンジャコンバット』というゲームのアニメに異常なまでの興味を示し、「まかせてちょうだい！」などの登場人物のセリフを多用するという一面もある。また、ブログを開いており、イベントなどではコスプレイヤーとして有名である。ハンドルネームは「ぴょこたす」。いわゆる「腐女子」で、つねにニンジャコンバットのやおい同人誌を読んでおり、アクジに読まれそうになると必死で隠す。自身も同人誌を書いているらしい。アクジをジョー、セイジをハヤブサに見立てて妄想することも多く、二人から同時に突っ込みを入れられる。一人称は普段は「私」だが仲間内では「かもりゅん」。アクジを無理矢理「ジョー殿」「ジョーさん」と呼ぶが、本来は「アクジさん」と呼んでいる（エンディングでアクジが立ち去った後、1度だけそう呼んでいる）。
手裏剣を飛ばしたり、相手に雷を落とす「雷神の術」を操るなど、作中の「ニンジャコンバット」を意識した戦闘スタイルである。
双葉 なみ（ふたば なみ）
声 - 味里
中学1年生。水泳部に所属し、大会でも常に上位に入るほど水泳が上手い。
スクール水着の上からセーラー服を着ており、頭には赤色のヘッドホンを付けている。とても明るい性格で、アクジにも積極的に接する。聞き方によっては誤解されるような台詞を言うことも多く、しばしばアクジたちを困惑させる。本人は意識していないのか同じような発言をするイブに対し「紛らわしい」と発言している。一人称は「ボク」。アクジを「センパイ」と呼ぶ。
主に氷を利用した魔法で攻撃する。
双葉 なぎ（ふたば なぎ）
声 - 味里
なみの双子の弟。中学1年生。姉と同じく水泳部に所属し、共に切磋琢磨している。
容姿、服装、紛らわしい発言は姉とそっくりだが、姉よりも活発な性格で、アクジやくれはをからかうことも多い。一人称とアクジの呼び方も姉と同一。
姉と同じく、氷を使った魔法が得意。
渚 烈火（なぎさ れっか）
声 - 小林ゆう
部活動に所属しないが、常に3本の剣を所持している学園の女子生徒。中学2年生。無口で、とても控えめな性格であり、学園を魔物（前作でゆーまが戦っていたものと同一の種類）から守るために一人で夜遅くまで残っている。魔力は持っていない。他人との付き合いがあまりないが、アクジとの交流との中で、徐々に仲間とのつながりを意識していく。所持している剣の名前は「ホノカ」、「ムラクモ」、そして母の形見である無銘の剣。このうち無銘の剣は本編中でアクジが使用し、「カリバーン」と名乗ってアクジに語りかけてくる。
髪の色は赤色で、とても長く伸ばしている。また、変わった耳飾りを付けている。服の下はさらしを巻いている。本編ではギャグ表現があまり無く、あやめのようにギャップがある一面を見せることも無いシリアスな人物である。エクストラエピソードでは容赦無く登場人物にカット入りで斬りつけるといったギャグ表現が見られる。時代劇が好き。一人称は「私」。アクジを「西村君」と呼ぶ。
刀が持つ能力なのか、彼女自身が持つ能力なのかは定かではないが、火炎弾を連射して攻撃することができる。
理澄 ねおん（りずみ ねおん）
声 - 野川さくら
有名なアイドル歌手。正体は悪魔。劇中で羽を使って空を飛んでおり、クロと会話する場面が見られる。プライベートはあまり知られていない。あることがきっかけでアクジと出会い、友達となる。その後もう一人の魔女捜索人であるセイジに捕らえられてしまい、シモベとして無理やり従えられていたが、それは契約によるものではなく、セイジの使った道具によるものだと判明。アクジやサノメによってその効果を打ち消された後にアクジと魔女契約を結ぶ。
性格はいわゆるツンデレ。アクジに対してきつい発言が多く、初登場時はアクジの好意に反発したり「ちょい悪」という考えを馬鹿にする発言からアクジに「かわいくない」と言われていた。エクストラエピソード「ほっかむり」では主人公のシンデレラ役で登場しており、王子（アクジ）と結ばれている。一人称は「アタシ」。神判の直前および神判ではアクジを「お兄ちゃん」と呼ぶ場面が見られるが、直後に「アクジ」と呼び捨てになり、その後は呼び捨てで呼ぶことに落ち着いている。なお、次作『どき魔女ぷらす』ではアイテムの新聞記事に載っている所が見られる。
音波を用いた魔法を得意としており、音波を用いた障壁を作り出して攻撃を防いだり、音波を飛ばして攻撃したりする。
桜 ひめき（さくら ひめき）
声 - 小林由依
自称ルポライター。親戚に天使から命じられた魔女捜索に失敗し、それ以来道の真ん中で礼拝を行うなどの奇妙な行動を取るようになったという者がおり、そのために魔女や天使について調べている。
正体は魔女ではなく、対天使を目的として結成された自警団「MMS」の隊員。そのため、天使界は証拠品の捏造などを行って彼女を魔女として処分しようとした。しかし本編の内容から「MMS」という組織は存在しない可能性が示唆され、彼女のエンディングではすでに解体された組織であることが判明する。町役場に問い合わせても「桜ひめきと言う人物は存在しない」と言われるなど、不明瞭な部分が多い。エンディングでは彼女の正体を暗示させるような描写があるが、正体は明確に描かれておらず、あくまでプレイヤーの判断に任せるような形になっている。そういう意味では、本作の主要登場人物の中で、最も謎めいた人物であると言える。
普段の服装は緑のセーターで、帽子をかぶっている。戦闘時は全身を覆うスーツに機械の羽がついたような服を着用する。明るく大雑把な性格の持ち主だが、恋愛経験が無いことをアクジに指摘され、「自分は恋愛経験が豊富だ」と言い張ったり、その後映画俳優の写真と自分の写真を合成したものを持ってくるなど、可愛らしい一面が見られる。正体がばれた後でも私服のままで行動する理由が「ヒーローは変身するものだから」だったり、どのアイスを買おうかで真剣に悩んだりと、子供っぽい一面を見せるときもある。一人称は基本的に「あたし」だが、アクジを「少年」と呼び、自身を「お姉さん」と呼ぶこともある。
彼女自体は魔女では無いため、戦闘時はレーザーやエネルギー弾を発射出来る銃で攻撃する。戦闘で使用している銃以外にもかなりの量の武装を隠し持っている（ラストボス戦直前に隠し持っていた武器を大量廃棄している）。

### その他の登場人物
前作の登場人物も引き続き登場する。前作で声が当てられていなかったサブキャラクターにも一部声が当てられている。
神洲 セイジ（かみす セイジ）
声 - 山下章
天使界が派遣したもう一人の魔女探索人。アクジに対するライバル意識からナビ天使のサノメのサポートを受けず、単独でねおんを捕らえることに成功するが、ねおんをただ「シモベ」としか見なかったことでアクジの怒りを買う。アクジところんに対する自分の思いを語った後ねおんを差し向けてアクジを倒そうとするが、ねおんの捕獲が天使界からの持ち出しが禁止されている道具を用いた卑怯な手段であったためサノメも敵にまわしてしまい敗北する。最終話では失踪したころんをどちらが先に見つけ出すかアクジに勝負を挑む。そしてパティシエルの攻撃に手も足も出ないアクジのもとに現れ、ころんを元に戻すために「彼女を本気で攻撃できない自分では戦力にならない」と言いアクジに力を分け与える。
キザな性格で、何かと「自分はアクジより優れている」と主張する。ころんに対して恋愛感情を抱いており、彼女のためにふさわしい人物になるよう努力したが、そこにアクジが現れ、ころんから兄のように慕われていることからアクジをライバル視している。また、アクジが自分より優れた人間ならまだしも、「ちょい悪」という理解できない考えを持っていることもその原因のひとつである。契約した魔女に対する態度はアクジとは正反対で、対等に接するアクジに対してねおんをあくまで「支配する対象」としか見ていない。やや短気な一面もあり、劇中でニンジャコンバットのハヤブサに見立てられアクジとのからみを妄想するかもめに苛立ち、アクジに「こいつを殴ってもいいか？」と聞く場面もあった。エンディング以降はやや性格が丸くなり、エクストラエピソードではアクジたちの鍋パーティに参加したり、アクジとともに魔女たちの家にクリスマスプレゼントを届けるなど少しずつ関係が改善されているようである。一人称は「僕」で、アクジを「西村」もしくは「西村アクジ」と呼ぶ。
サノメ
声 -  櫻井浩美
セイジに協力するナビ天使。ルルとは同期で、服装や体型はルルに似ているが、眼鏡をかけたインテリ風の姿である。ルルよりもずっと優秀らしいが、アクジの名前をまったく覚えない。セイジも覚えてもらうまで相当苦労したらしい。エクストラエピソードではおねしょ癖があることをルルにばらされる。
ルル
声 - 園田ひろこ
前作でアクジのサポートをした天使。そのスケベっぷりは相変わらずで、本作ではころんやかもめにも目を付けたり、男でもゆーまやなぎのような美少年ならよかったりと前作よりも対象が広く悪化している。最終話で天使の動きが封じられたときでも平気で動いているなど本当に天使なのか怪しい描写も見られる。
ある条件を満たせば彼女の真の姿を見ることができ、その姿でどきどきチェッカーができる。
赤井 まほ（あかい まほ）
声 - 佐藤まさみ
前作で魔女探しが終了した後魔女界に帰った彼女だが、本作では姿と名前を偽ってアクジの前に現れる。しかしアクジには見抜かれており、その後魔女界の人々を説得してまほとして学校に編入してくる。母親は行方不明。
穂真 あかり（ほま あかり）
声 - 佐藤まさみ
まほが変装した姿。髪を一箇所にまとめ、眼鏡を掛けている。
安倍 マリア（あべ マリア）
声 - 上田真紗子
前作で魔女ではないにもかかわらず魔女を名乗って魔女探しに協力したアクジの幼馴染。オカルトマニア。メリーとは犬猿の仲（ビデオレターではメリーと争いその際に「負けられない戦い」と発言している）。みんなでアクジに協力することを提案し、真っ先にアクジの前に現れた。アクジに好意を抱いており、本編のイベントでアクジに告白しようとしたが、果たせなかった。
小田 れんげ（おだ れんげ）
声 - 後藤恵梨子
ゲームオタクの魔女。本作では魔女探しのために前作で得た知識を使ってアクジをサポートする。ころんと妙にシンクロしてしまい、パンツをはき忘れて帰ってしまった。ニンジャコンバットはゲーム派で、アニメ派のかもめとは言い争いになっていたが、互いに作品を愛しているということがわかってからは仲がよくなった。コスプレ衣装は自作するらしい。
御堂 あやめ（みどう あやめ）
声 - 壱智村小真
巫女の力を使うことで魔力を打ち消した魔女。メイド喫茶でバイトをしている他、かわいいもの好きという一面を持つ。ころんから「かわいい」と言われたときには少々戸惑っていた。逆パンダを抱く権利を得るために購買部で8000円分の買い物をしたり、ゆーまの耳と尻尾を触るためにパジャマパーティーに男子のゆーまを呼んだりと、前作以上にかわいいもののために暴走気味になる描写が見られる。本編では巫力の出番は無く、情報収集のためメイド服を着せられ「コスプレ好きの学生」という設定にされる。
望月 ゆーま（もちづき ゆーま）
声 - 坂田有希
狼男。中性的な顔立ちで、男女問わず人気がある。ルルに騙されて、女子の制服を着て登場する（アクジに着替えさせられるが）。前作でも手違いから女子用の水着を着ていたことからルルに「女装魔女」と呼ばれた。前作で戦っていた魔物はほとんど封印に成功し、現在では外に出た魔物を相手に戦っている。
綿引 メリー（わたびき メリー）
声 - 坂田有希
着ぐるみを着た魔女。アクジを探して行き倒れになりかけていたところをなぎに助けられる。マリア、なぎ、なみに対して荒々しい口調になることが多いが、ころんには何かと丸め込まれている。
聖夜 イブ（せいや イブ）
声 - 伊藤葉純
ノエルの姉で、階級を無視した強大な権力を発動できる天使。天使界では彼女を倒そうとする動きがあり、それによって多くの魔女探索人や天使が派遣されているが、ある人物によってことごとく撃退されている。最終話で今回の魔女探索の後始末のためという名目で再び地上に現れるが、本来の目的は天使界と人間界の存亡をかけた緊急事態に対処するためである。誤解を招くような発言が多く、ノエルからもあきれられている。
聖夜 ノエル（せいや ノエル）
声 - 伊藤葉純
前作において魔女の力を利用し、世界の変革を考えた熾天使。前作の計画が失敗した後、天使としての力に制限をかけられ、地上の駐在天使に降格させられる。そのため終始一貫して（魔女神判とサバイバルを除いて）天使の姿にはならず、前作の司書の姿での登場となる。天桜守学園でも司書を務めており、職務には忠実。アクジに対し若干好意を抱いているような発言が見られる。
本編の選択肢によってはアクジの回想という形で彼女の魔女神判を行える（魔女神判については本作と同じ仕様）。フリー魔女神判でも選択することができる。
紫仔 ゆかり（ゆかりし ゆかり）
声 - 佐藤まさみ
チアリーディング部所属の少女。アクジやマリアのクラスメイトで、ちよやまほの先輩。あやめの友人でもある。男10人を相手に圧勝するなど強い。
代千 ちよ（だいせん ちよ）
声 - 園田ひろこ
チアリーディング部所属の活発な少女。水色の髪を小さなツインテールにしている。アクジを「ストーカー先輩」と呼ぶ。
長南 みなみ（おさなみ みなみ）
アクジとマリアのクラスメイト。マリアとは幼馴染であり、親友。
狩枝 えりか（かりえだ えりか）
ゆーまのクラスメイトで、取り巻きの女の子の一人。オミナと共にゆーまの包帯を替えに、天桜守学園を訪れる。
浪丘 オミナ（なみおか オミナ）
えりかと同じくゆーまのクラスメイトで、取り巻きの女の子の一人。眼鏡を掛けている。
シャオ・マオ
前作に引き続き、購買部の店員として登場。本作では立ち絵も登場する。学園に相応しくない怪しげな商品を売っている。
柾楽 マサル（まさら マサル）
アクジの元クラスメイト。太り気味でかなりのロリコン趣味がある。ルルを求めてアクジのもとを度々訪れ、クロにも興味を示す。クロからは「ニンゲンモドキ」などと呼ばれている。
木崎 さき（きさき さき）
かもめのニンジャコンバット仲間で、仲間内では「幻妖斎」と呼ばれている。パソコンに詳しい。
三鬼松 まきみ（みきまつ まきみ）
さきと同じくかもめのニンジャコンバット仲間で、仲間内では「ゲンブ」と呼ばれている。ミリタリーマニアでもある。
瑞井 いずみ（みずい いずみ）
なみとなぎのクラスメイト。ダイエットが趣味。
武藤 トム（むとう トム）
英語を交えた口調で話すが、実は日本語が流暢な少年。くれはのファン。廊下ではまわりの生徒から避けられており、アクジからも煙たがられている。
日麻里 まり（ひまり まり）
ちょい悪のアクジを怖がっている消極的な少女。
担任の先生（本名不明）
アクジのクラスの担任。担当教科は音楽。雑誌の健康法にはまっており、アクジに時々すすめてくる。どきどきチェッカーでは魔女でも人間でもなく「スイーツ」と判定される。
マスター（本名不明）
喫茶「パタータ」のマスター。ころんの義理の父親。アクジを居候させる代わりに給料無しで奴隷のごとくこき使う。常に表情は変化せず、見た目は温厚そうだが、アクジに対する扱いのひどさやその発言の内容から、アクジからは「変人」「悪魔」と呼ばれている。娘のころんを拾ったときの回想も、前から飛んできた金を拾ったときに偶然見つけたというものであった。女性やアイドルに対してはとても優しく、いい格好をしたがる。
義理の娘であるとはいえ、ころんに対する愛情は深く、最終話では彼の行動がアクジたちに事態の解決への道を示した。
店長（本名不明）
コスプレ衣装などマニア向けの商品を扱う店「コスショメメント」の店長。筋骨隆々の男だがオカマ口調で話す。かもめとは知り合い。
フランシス・ザビモンド
アメリカ在住で、フランス国籍、ドイツ人とインド人のハーフ。48歳。40年前に魔女探しに失敗したため、アルティメット・グッドマンになってしまった。朝は近所の人々と親睦を深める立食パーティ、出勤時には貧しい人たちのために自分の服を寄付し、夜にも立食パーティを催す。また、週に一度はエベレストに登頂し、天使界の神・プルマージュを称賛すべく旗を立てるという、善行に満ち溢れた日々を過ごしている。山田喜一郎とは同一人物。
マーローくん
天使界の魔女判定機。魔女の証拠品を口に入れることで魔力の有無を判定できる。フリーバトルでは最初から選択することができる。サバイバルやエクストラエピソードでも相手として現れることがある。
逆パンダ（ぎゃくパンダ）
体毛の白黒が入れ替わっているパンダ。その生態は謎に包まれており、氷づけになっても平気だったり、すごい勢いで飛んでいったりする。言葉は話せないらしい。エクストラエピソードではモブキャラクターとして登場することも。ゲーム中に全部で100匹隠れており、本編クリア時に捕獲した数に応じて特典がある。全て捕獲するには、2周以上プレイする必要がある。
うさ丸（うさまる）
逆パンダよりも捕獲しにくいうさぎ。逆パンダと違い言葉を話せる。ゲーム中に全部で8匹隠れており、1匹につき逆パンダ3匹に換算される。全て捕獲するには、2周以上プレイする必要がある。
矢雅 ミケ（やが ミケ）
「なのなの密判8分の1〜リターンズ〜」のコミカライズ作品を書いている漫画家。会話の中で存在が明かされるのみで、姿は出てこない。かもめによると「原作と大きく違う内容の作品でありながら、原作を超えた究極のコミカライズ」らしい。
薬をくれた女性（仮称）
8年前、マスターにころんの発作を抑える薬を渡した女性。会話の中で存在が明かされるのみで、姿は出てこない。
パティシエル
イブやノエルをも超越する力を持った、天使界の「神」。本作のラストボス。
数千年前、兄とともに天使界を治めていたが、兄は人間界に憧れ人間へと転生し天使界から出て行ってしまう。その後は一人残って天使界を治めるが、兄はある少女をかばい交通事故であっけなく命を落としてしまった。そのため人間界に強い憎悪を抱き、禁断の術を使って人間界に転生して赤ん坊の姿で降り立った。この時マスターに拾われ、ころんとして育てられる。
物心がついたときから徐々に天使としての意識が芽生え始め、その強い変化に苦しむようになるが、マスターがある女性からもらった薬を飲むことで人間の意識を保ったまま落ち着かせていた。しかし終盤で変化が活発になり、最終話でとうとう覚醒した。覚醒後人間界を滅ぼそうとし、イブやノエルの動きを止めアクジたちを圧倒するが、内側に眠るころんの意識に力を抑えられ、アクジと魔女たちの前に敗北する。
覚醒後は容姿･性格が大きく変化し、大きな翼が4枚生えた姿でアホ毛が立っており（ころんの時は寝ている）、人間を見下したような態度を取る。

## 関連作品・商品

### 漫画化作品
秋田書店『チャンピオンRED』2008年9月号から2009年8月号まで連載。単行本は全2巻。前作と同じく八神健が作画を担当。前作同様にゲーム版とは異なるキャラクター設定とストーリー展開が用いられている。また、2巻ではページの追加や加筆などが行われ本誌の内容と一部異なっているシーンがある。
どきどき魔女神判!#漫画化作品も参照のこと。
ストーリー
天桜守学園に転校してから1か月、アクジはすっかり新しい環境に馴染み人気者となっていたが自分の記憶に疑問を持っていた。ある日アクジは突如魔女探しの使命に目覚め学校中の女子生徒から変態扱いされてしまう。
自分の正体に悩むアクジはクロと出会い、彼女に自分の記憶を操作されたことを知る。アクジはクロから魔界の王「魔神ガーゼット」が復活することを知らされ、それを阻止するために7人の魔女「女聖セブン」を探し最強の神「只野神」を復活させるよう頼まれる。クロに操作された自分の記憶を取り戻すためにもアクジは魔女探しに協力することとなる。
- どきどき魔女神判2（チャンピオンREDコミックス）

1. ISBN 9784253234412
2. ISBN 9784253234429

### 書籍
- どきどき魔女神判2 どきチラッ！プレミアムファンブック（2008年7月31日、ソフトバンククリエイティブ、ISBN 9784797348200）
- どきどき魔女神判2 ざ・こんぷりーとがいど（2008年8月29日、アスキー・メディアワークス、ISBN 9784048672825）

### サウンドトラック
- どきどき魔女神判2 ORIGINAL SOUND TRACK（2008年7月30日、ティームエンタテインメント、KDSD-00218）

### ドラマCD
- どきどき魔女神判2 ドラマCD 〜魔女とアクジ、かれ〜なる？大作戦。そして伝説へ〜（2008年9月17日、ティームエンタテインメント、KDSD-00224）